# آرچیبالد پاریس
آرچیبالد پاریس (انگلیسی: Archibald Paris; ۹ نوامبر ۱۸۶۱ – ۳۰ اکتبر ۱۹۳۷) فرد نظامی اهل بریتانیا بود. وی همچنین برندهٔ جوایزی همچون نشان حمام و نشان لئوپولد شده‌است.